# Echipa națională de fotbal a Țărilor de Jos
Echipa națională de fotbal a Țărilor de Jos (neerlandeză Nederlands voetbalelftal sau simplu Het Nederlands elftal) reprezintă Țările de Jos în competițiile fotbalistice internaționale inter-țări. Responsabilitatea alcătuirii acestei echipe aparține Asociației Regale de Fotbal a Țărilor de Jos, care face parte din UEFA, sub jurisdicția FIFA. Majoritatea meciurilor de pe teren propriu ale Țărilor de Jos se joacă pe Johan Cruijff Arena, De Kuip, Philips Stadion și De Grolsch Veste. La fel ca țara în sine, echipa este cunoscută colocvial și sub numele de Olanda.
Țările de Jos au participat la unsprezece ediții ale Campionatului Mondial, ajungând în finală de trei ori (în 1974, 1978 și 2010). În toate cele trei ocazii au fost învinși. De asemenea, au participat la unsprezece turnee finale ale Campionatului European UEFA, câștigând ediția din 1988 din Germania de Vest. În plus, echipa a câștigat o medalie de bronz la Jocurile Olimpice din 1908, 1912 și 1920. Echipa are vechi rivalități fotbalistice cu vecinii Belgia și Germania.
A fost considerată uneori drept cea mai bună echipă națională a generațiilor respective, și este adesea considerată drept cea mai bună echipă care nu a câștigat niciodată Cupa Mondială FIFA.

## Istorie

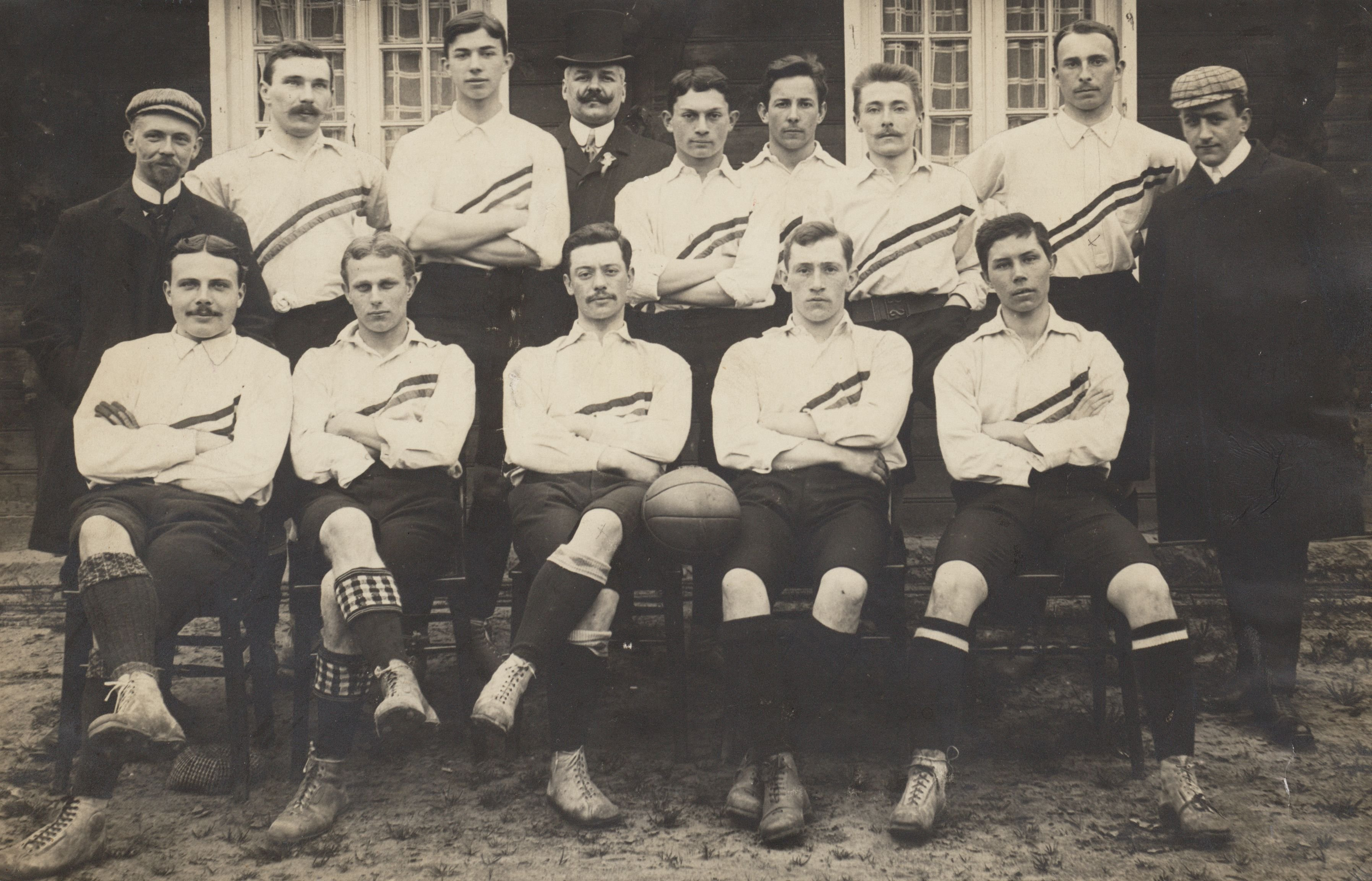
Echipa neerlandeză la primul lor meci internațional

Neerlandezii au jucat primul lor meci internațional în Antwerp împotriva Belgiei pe 30 aprilie 1905. Jucătorii au fost selectați de o comisie de cinci membri din partea asociației de fotbal neerlandeze. După 90 de minute, scorul a fost 1–1, dar deoarece meciul a avut și un trofeu pus în joc („Coupe van den Abeele”), meciul a intrat în prelungiri, în care Eddy de Neve a marcat de trei ori, făcând ca scorul să fie 4-1 pentru Țările de Jos.

### Fotbal total
Generația de aur a venit în anii 1970 odată cu inventarea Fotbalului Total (neerlandeză Totaalvoetbal), pionerat de Ajax și condus de playmakerul Johan Cruyff și selecționerul Rinus Michels. Țările de Jos au făcut progrese uriașe, calificându-se în două finale consecutive ale Cupei Mondiale, în 1974 și 1978.
În 1974, Țările de Jos au trecut și de Brazilia și de Argentina în a doua fază a grupelor, ajungând pentru prima dată în istorie în finală. Totuși, gazda turneului, Germania de Vest, i-a învins în finala de la München cu 1–0. În 1978, situația s-a repetat, batavii jucând finala Cupei Mondiale tot contra gazdei turneului, Argentina, care a câștigat pe Estadio Monumental din Buenos Aires cu 3-1.
Euro '80 a fost ultimul turneu la care generația „Fotbalului Total” s-a calificat, dar nu au trecut de faza grupelor.

### Campioana Europei
După o perioadă de declin, Rinus Michels a revenit la conducerea naționalei pentru Euro 1988, turneul din Germania de Vest. Neerlandezii au început cu o înfrângere, 1-0 în fața Uniunii Sovietice, dar au trecut apoi de Anglia cu 3-1 (hat-trick al lui Marco van Basten) și de Republica Irlanda cu 1–0. În semifinale, Van Basten a marcat în minutul 89 contra gazdei, Germania de Vest. Batavii au câștigat finala contra Uniunii Sovietice prin golurile marcate de Ruud Gullit cu capul și Van Basten din voleu. Acesta rămâne singurul trofeu major câștigat până astăzi de Țările de Jos.
Considerată una dintre favorite la Campionatul Mondial de Fotbal din 1990, echipa Țărilor de Jos s-a oprit în optimi de finală, fiind învinsă de Germania de Vest cu 2-1. La EURO 1992, batavii au pierdut în semifinale în fața Danemarcei, eventuala câștigătoare a turneului. A fost ultimul turneu major pentru Van Basten care ulterior avea să se retragă la doar 30 de ani, din cauza unei accidentări grave, și de asemenea ultima competiție pentru Rinus Michels. Dick Advocaat a preluat conducerea echipei naționale cu care a mers la Campionatul Mondial de Fotbal din 1994 unde au fost învinși de eventuala câștigătoare, Brazilia, în sferturile de finală.

### O nouă generație de aur
Succesul lui Ajax în 1995 în Liga Campionilor, bazat pe o generație de jucători tineri, s-a simțit și la echipa națională, cu un lot din care făceau parte Dennis Bergkamp, Marc Overmars, Phillip Cocu, Edgar Davids, Frank de Boer, Ronald de Boer și Patrick Kluivert. La Cupa Mondială din 1998, Țările de Jos au ajuns în semifinale, unde au pierdut la lovituri de departajare contra Braziliei. Tot semifinale au fost atinse la EURO 2000, turneu găzduit alături de Belgia, și la EURO 2004. Iar în 2010, Țările de Jos s-au calificat în finala Cupei Mondiale din Africa de Sud, a treia finală în competiție, însă nici acum nu au câștigat trofeul, fiind învinși cu 1-0 de Spania. În 2014, la Cupa Mondială din Brazilia, olandezii au ajuns în semifinale unde au fost opriți la lovituri de departajare de Argentina.

### Declinul și revenirea
Au urmat două turnee finale consecutive, EURO 2016 și Cupa Mondială 2018, la care Țările de Jos au ratat calificarea. La EURO 2020 s-au oprit în optimi, iar la Mondialul din Qatar din 2022 au câștigat grupa din care au făcut parte, cu șapte puncte obținute, dar din nou loviturile de departajare au fost nefaste, fiind învinși de Argentina în sferturi. La EURO 2024 s-au calificat până în semifinale unde au pierdut în fața Angliei.

## Tabloul de onoare
| - Campionatul Mondial - Locul : 1974, 1978, 2010 - Locul : 2014 - Campionatul European - Campioni : 1988 - Locul : 1976, 1992, 2000, 2004 | - Liga Națiunilor - Locul : 2019 - Jocurile Olimpice - Locul : 1908, 1912, 1920 |

## Medalii
| Turneu               | 1 | 2 | 3 | Total |
| -------------------- | - | - | - | ----- |
| Campionatul European | 1 | 0 | 4 | 5     |
| Campionatul Mondial  | 0 | 3 | 1 | 4     |
| Liga Națiunilor      | 0 | 1 | 0 | 1     |
| Jocurile Olimpice    | 0 | 0 | 3 | 3     |
| Total                | 1 | 4 | 8 | 13    |

## Campionatul Mondial
| 1930        | Nu a participat  | Nu a participat  | Nu a participat  | Nu a participat  | Nu a participat  | Nu a participat  | Nu a participat  | Nu a participat  | Nu a participat  | Nu a participat  |
| 1934        | Prima fază       | 9                | 1                | 0                | 0                | 1                | 2                | 3                |                  |                  |
| 1938        | Prima fază       | 14               | 1                | 0                | 0                | 1                | 0                | 3                |                  |                  |
| 1950        | Nu a participat  | Nu a participat  | Nu a participat  | Nu a participat  | Nu a participat  | Nu a participat  | Nu a participat  | Nu a participat  | Nu a participat  | Nu a participat  |
| 1954        | Nu a participat  | Nu a participat  | Nu a participat  | Nu a participat  | Nu a participat  | Nu a participat  | Nu a participat  | Nu a participat  | Nu a participat  | Nu a participat  |
| 1958 - 1970 | Nu s-a calificat | Nu s-a calificat | Nu s-a calificat | Nu s-a calificat | Nu s-a calificat | Nu s-a calificat | Nu s-a calificat | Nu s-a calificat | Nu s-a calificat | Nu s-a calificat |
| 1974        | Vicecampioană    | 2                | 7                | 5                | 1                | 1                | 15               | 3                |                  |                  |
| 1978        | Vicecampioană    | 2                | 7                | 3                | 2                | 2                | 15               | 10               |                  |                  |
| 1982        | Nu s-a calificat | Nu s-a calificat | Nu s-a calificat | Nu s-a calificat | Nu s-a calificat | Nu s-a calificat | Nu s-a calificat | Nu s-a calificat | Nu s-a calificat | Nu s-a calificat |
| 1986        | Nu s-a calificat | Nu s-a calificat | Nu s-a calificat | Nu s-a calificat | Nu s-a calificat | Nu s-a calificat | Nu s-a calificat | Nu s-a calificat | Nu s-a calificat | Nu s-a calificat |
| 1990        | Optimi           | 15               | 4                | 0                | 3                | 1                | 3                | 4                |                  |                  |
| 1994        | Sferturi         | 7                | 5                | 3                | 0                | 2                | 8                | 6                |                  |                  |
| 1998        | Finala mică      | 4                | 7                | 3                | 3*               | 1                | 13               | 7                |                  |                  |
| 2002        | Nu s-a calificat | Nu s-a calificat | Nu s-a calificat | Nu s-a calificat | Nu s-a calificat | Nu s-a calificat | Nu s-a calificat | Nu s-a calificat | Nu s-a calificat | Nu s-a calificat |
| 2006        | Optimi           | 11               | 4                | 2                | 1                | 1                | 3                | 2                |                  |                  |
| 2010        | Vicecampioană    | 2                | 6                | 6                | 0                | 0                | 12               | 6                |                  |                  |
| 2014        | Finala mică      | 3                | 7                | 5                | 2                | 0                | 15               | 4                |                  |                  |
| 2018        | Nu s-a calificat | Nu s-a calificat | Nu s-a calificat | Nu s-a calificat | Nu s-a calificat | Nu s-a calificat | Nu s-a calificat | Nu s-a calificat | Nu s-a calificat | Nu s-a calificat |
| 2022        | Sferturi         | 5                | 5                | 3                | 2                | 0                | 10               | 4                |                  |                  |
| 2026        | Va urma          | Va urma          | Va urma          | Va urma          | Va urma          | Va urma          | Va urma          | Va urma          | Va urma          | Va urma          |
| Total       | 3 Finale         | 11/22            | 55               | 30               | 14               | 11               | 96               | 52               |                  |                  |

### Apariții
| Rezultate obținute la Campionatul Mondial | Rezultate obținute la Campionatul Mondial | Rezultate obținute la Campionatul Mondial | Rezultate obținute la Campionatul Mondial |
| Anul                                      | Runda                                     | Scor                                      | Rezultat                                  |
| ----------------------------------------- | ----------------------------------------- | ----------------------------------------- | ----------------------------------------- |
| 1934                                      | Optimi                                    | Țările de Jos 2 – 3 Elveția               | Înfrângere                                |
| 1938                                      | Optimi                                    | Țările de Jos 0 – 3 Cehoslovacia          | Înfrângere                                |
| 1974                                      | Runda 1                                   | Țările de Jos 2 – 0 Uruguay               | Victorie                                  |
| 1974                                      | Runda 1                                   | Țările de Jos 0 – 0 Suedia                | Egal                                      |
| 1974                                      | Runda 1                                   | Țările de Jos 4 – 1 Bulgaria              | Victorie                                  |
| 1974                                      | Runda 2                                   | Țările de Jos 4 – 0 Argentina             | Victorie                                  |
| 1974                                      | Runda 2                                   | Țările de Jos 2 – 0 Germania de Est       | Victorie                                  |
| 1974                                      | Runda 2                                   | Țările de Jos 2 – 0 Brazilia              | Victorie                                  |
| 1974                                      | Finala                                    | Țările de Jos 1 – 2 Germania de Vest      | Victorie                                  |
| 1978                                      | Runda 1                                   | Țările de Jos 3 – 0 Iran                  | Victorie                                  |
| 1978                                      | Runda 1                                   | Țările de Jos 0 – 0 Peru                  | Egal                                      |
| 1978                                      | Runda 1                                   | Țările de Jos 2 – 3 Scoția                | Înfrângere                                |
| 1978                                      | Runda 2                                   | Țările de Jos 5 – 1 Austria               | Victorie                                  |
| 1978                                      | Runda 2                                   | Țările de Jos 2 – 2 Germania de Vest      | Egal                                      |
| 1978                                      | Runda 2                                   | Țările de Jos 2 – 1 Italia                | Victorie                                  |
| 1978                                      | Finala                                    | Țările de Jos 1 – 3 Argentina             | Înfrângere                                |
| 1990                                      | Grupe                                     | Țările de Jos 1 – 1 Egipt                 | Egal                                      |
| 1990                                      | Grupe                                     | Țările de Jos 0 – 0 Anglia                | Egal                                      |
| 1990                                      | Grupe                                     | Țările de Jos 1 – 1 Republica Irlanda     | Egal                                      |
| 1990                                      | Optimi                                    | Țările de Jos 1 – 2 Germania de Vest      | Înfrângere                                |
| 1994                                      | Grupe                                     | Țările de Jos 2 – 1 Arabia Saudită        | Victorie                                  |
| 1994                                      | Grupe                                     | Țările de Jos 0 – 1 Belgia                | Înfrângere                                |
| 1994                                      | Grupe                                     | Țările de Jos 2 – 1 Maroc                 | Victorie                                  |
| 1994                                      | Optimi                                    | Țările de Jos 2 – 0 Republica Irlanda     | Victorie                                  |
| 1994                                      | Sferturi                                  | Țările de Jos 2 – 3 Brazilia              | Înfrângere                                |
| 1998                                      | Grupe                                     | Țările de Jos 0 – 0 Belgia                | Egal                                      |
| 1998                                      | Grupe                                     | Țările de Jos 5 – 0 Coreea de Sud         | Victorie                                  |
| 1998                                      | Grupe                                     | Țările de Jos 2 – 2 Mexic                 | Egal                                      |
| 1998                                      | Optimi                                    | Țările de Jos 2 – 1 Iugoslavia            | Înfrângere                                |
| 1998                                      | Sferturi                                  | Țările de Jos 2 – 1 Argentina             | Victorie                                  |
| 1998                                      | Semifinala                                | Țările de Jos 1 – 1 Brazilia              | Înfrângere                                |
| 1998                                      | Semifinala                                | Țările de Jos 2 – 4 Brazilia              | Penalti                                   |
| 1998                                      | Finala mică                               | Țările de Jos 1 – 2 Croația               | Înfrângere                                |
| 2006                                      | Grupe                                     | Țările de Jos 1 – 0 Serbia și Muntenegru  | Victorie                                  |
| 2006                                      | Grupe                                     | Țările de Jos 2 – 1 Coasta de Fildeș      | Victorie                                  |
| 2006                                      | Grupe                                     | Țările de Jos 0 – 0 Argentina             | Egal                                      |
| 2006                                      | Optimi                                    | Țările de Jos 0 – 1 Portugalia            | Înfrângere                                |
| 2010                                      | Grupe                                     | Țările de Jos 2 – 0 Danemarca             | Victorie                                  |
| 2010                                      | Grupe                                     | Țările de Jos 1 – 0 Japonia               | Victorie                                  |
| 2010                                      | Grupe                                     | Țările de Jos 2 – 1 Camerun               | Victorie                                  |
| 2010                                      | Optimi                                    | Țările de Jos 2 – 1 Slovacia              | Victorie                                  |
| 2010                                      | Sferturi                                  | Țările de Jos 2 – 1 Brazilia              | Victorie                                  |
| 2010                                      | Semifinale                                | Țările de Jos 3 – 2 Uruguay               | Victorie                                  |
| 2010                                      | Finala                                    | Țările de Jos 0 – 1 Spania                | Înfrângere                                |
| 2014                                      | Grupe                                     | Țările de Jos 5 – 1 Spania                | Victorie                                  |
| 2014                                      | Grupe                                     | Țările de Jos 3 – 2 Australia             | Victorie                                  |
| 2014                                      | Grupe                                     | Țările de Jos 2 – 0 Chile                 | Victorie                                  |
| 2014                                      | Optimi                                    | Țările de Jos 2 – 1 Mexic                 | Victorie                                  |
| 2014                                      | Sferturi                                  | Țările de Jos 0 – 0 Costa Rica            | Egal                                      |
| 2014                                      | Sferturi                                  | Țările de Jos 4 – 3 Costa Rica            | Penalti                                   |
| 2014                                      | Semifinale                                | Țările de Jos 0 – 0 Argentina             | Egal                                      |
| 2014                                      | Semifinale                                | Țările de Jos 2 – 4 Argentina             | Penalti                                   |
| 2014                                      | Finala mică                               | Țările de Jos 3 – 0 Brazilia              | Victorie                                  |
| 2022                                      | Grupe                                     | Țările de Jos 2 – 0 Senegal               | Victorie                                  |
| 2022                                      | Grupe                                     | Țările de Jos 1 – 1 Ecuador               | Egal                                      |
| 2022                                      | Grupe                                     | Țările de Jos 2 – 0 Qatar                 | Victorie                                  |
| 2022                                      | Optimi                                    | Țările de Jos 3 – 1 Statele Unite         | Victorie                                  |
| 2022                                      | Sferturi                                  | Țările de Jos 2 – 2 Argentina             | Egal                                      |

### Adversari
| Adversar       | Meciuri | Victorie | Egal | Înfrângere |                   | Adversar | Meciuri | Victorie | Egal | Înfrângere |
| -------------- | ------- | -------- | ---- | ---------- | ----------------- | -------- | ------- | -------- | ---- | ---------- |
| Argentina      | 6       | 2        | 3    | 1          | Brazilia          | 5        | 3       | 1        | 1    |            |
| Germania       | 4       | 1        | 1    | 2          | Belgia            | 2        | 0       | 1        | 1    |            |
| Mexic          | 2       | 1        | 1    | 0          | Republica Irlanda | 2        | 1       | 1        | 0    |            |
| Serbia         | 2       | 2        | 0    | 0          | Spania            | 2        | 1       | 0        | 1    |            |
| Uruguay        | 2       | 2        | 0    | 0          | Anglia            | 1        | 0       | 1        | 0    |            |
| Arabia Saudită | 1       | 1        | 0    | 0          | Australia         | 1        | 1       | 0        | 0    |            |
| Austria        | 1       | 1        | 0    | 0          | Bulgaria          | 1        | 1       | 0        | 0    |            |
| Camerun        | 1       | 1        | 0    | 0          | Cehia             | 1        | 0       | 0        | 1    |            |
| Chile          | 1       | 1        | 0    | 0          | Coasta de Fildeș  | 1        | 1       | 0        | 0    |            |
| Costa Rica     | 1       | 0        | 1    | 0          | Coreea de Sud     | 1        | 1       | 0        | 0    |            |
| Croația        | 1       | 0        | 0    | 1          | Danemarca         | 1        | 1       | 0        | 0    |            |
| Ecuador        | 1       | 0        | 1    | 0          | Egipt             | 1        | 0       | 1        | 0    |            |
| Elveția        | 1       | 0        | 0    | 1          | Iran              | 1        | 1       | 0        | 0    |            |
| Italia         | 1       | 1        | 0    | 0          | Japonia           | 1        | 1       | 0        | 0    |            |
| Maroc          | 1       | 1        | 0    | 0          | Peru              | 1        | 0       | 1        | 0    |            |
| Portugalia     | 1       | 0        | 0    | 1          | Qatar             | 1        | 1       | 0        | 0    |            |
| Scoția         | 1       | 0        | 0    | 1          | Senegal           | 1        | 1       | 0        | 0    |            |
| Slovacia       | 1       | 1        | 0    | 0          | Statele Unite     | 1        | 1       | 0        | 0    |            |
| Suedia         | 1       | 0        | 1    | 0          |                   |          |         |          |      |            |
| 19 echipe      | 30      | 15       | 8    | 7          | 18 echipe         | 25       | 15      | 6        | 4    |            |

## Campionatul European
| 1960  | Nu a participat  | Nu a participat  | Nu a participat  | Nu a participat  | Nu a participat  | Nu a participat  | Nu a participat  | Nu a participat  | Nu a participat  | Nu a participat  |
| 1964  | Nu s-a calificat | Nu s-a calificat | Nu s-a calificat | Nu s-a calificat | Nu s-a calificat | Nu s-a calificat | Nu s-a calificat | Nu s-a calificat | Nu s-a calificat | Nu s-a calificat |
| 1968  | Nu s-a calificat | Nu s-a calificat | Nu s-a calificat | Nu s-a calificat | Nu s-a calificat | Nu s-a calificat | Nu s-a calificat | Nu s-a calificat | Nu s-a calificat | Nu s-a calificat |
| 1972  | Nu s-a calificat | Nu s-a calificat | Nu s-a calificat | Nu s-a calificat | Nu s-a calificat | Nu s-a calificat | Nu s-a calificat | Nu s-a calificat | Nu s-a calificat | Nu s-a calificat |
| 1976  | Finala mică      | 3                | 2                | 1                | 0                | 1                | 4                | 5                |                  |                  |
| 1980  | Grupe            | 5                | 3                | 1                | 1                | 1                | 4                | 4                |                  |                  |
| 1984  | Nu s-a calificat | Nu s-a calificat | Nu s-a calificat | Nu s-a calificat | Nu s-a calificat | Nu s-a calificat | Nu s-a calificat | Nu s-a calificat | Nu s-a calificat | Nu s-a calificat |
| 1988  | Campioană        | 1                | 5                | 4                | 0                | 1                | 8                | 3                |                  |                  |
| 1992  | Semifinale       | 3                | 4                | 2                | 2                | 0                | 6                | 3                |                  |                  |
| 1996  | Sferturi         | 8                | 4                | 1                | 2                | 1                | 3                | 4                |                  |                  |
| 2000  | Semifinale       | 3                | 5                | 4                | 1                | 0                | 13               | 3                |                  |                  |
| 2004  | Semifinale       | 3                | 5                | 1                | 2                | 2                | 7                | 6                |                  |                  |
| 2008  | Sferturi         | 6                | 4                | 3                | 0                | 1                | 10               | 4                |                  |                  |
| 2012  | Grupe            | 15               | 3                | 0                | 0                | 3                | 2                | 5                |                  |                  |
| 2016  | Nu s-a calificat | Nu s-a calificat | Nu s-a calificat | Nu s-a calificat | Nu s-a calificat | Nu s-a calificat | Nu s-a calificat | Nu s-a calificat | Nu s-a calificat | Nu s-a calificat |
| 2020  | Optimi           | 9                | 4                | 3                | 0                | 1                | 8                | 4                |                  |                  |
| 2024  | Semifinale       | 3                | 6                | 3                | 1                | 2                | 10               | 7                |                  |                  |
| Total | 1 Titlu          | 11/17            | 45               | 23               | 9                | 13               | 75               | 48               |                  |                  |

### Apariții
| Rezultate obținute la Campionatul European | Rezultate obținute la Campionatul European | Rezultate obținute la Campionatul European | Rezultate obținute la Campionatul European |
| Anul                                       | Runda                                      | Scor                                       | Rezultat                                   |
| ------------------------------------------ | ------------------------------------------ | ------------------------------------------ | ------------------------------------------ |
| 1976                                       | Semifinale                                 | Țările de Jos 1 – 3 Cehoslovacia           | Înfrângere                                 |
| 1976                                       | Finala mică                                | Țările de Jos 3 – 2 Iugoslavia             | Victorie                                   |
| 1980                                       | Grupe                                      | Țările de Jos 1 – 0 Grecia                 | Victorie                                   |
| 1980                                       | Grupe                                      | Țările de Jos 2 – 3 Germania de Vest       | Înfrângere                                 |
| 1980                                       | Grupe                                      | Țările de Jos 1 – 1 Cehoslovacia           | Egal                                       |
| 1988                                       | Grupe                                      | Țările de Jos 0 – 1 Uniunea Sovietică      | Înfrângere                                 |
| 1988                                       | Grupe                                      | Țările de Jos 3 – 1 Anglia                 | Victorie                                   |
| 1988                                       | Grupe                                      | Țările de Jos 1 – 0 Republica Irlanda      | Victorie                                   |
| 1988                                       | Semifinale                                 | Țările de Jos 2 – 1 Germania de Vest       | Victorie                                   |
| 1988                                       | Campioană                                  | Țările de Jos 2 – 0 Uniunea Sovietică      | Victorie                                   |
| 1992                                       | Grupe                                      | Țările de Jos 1 – 0 Scoția                 | Victorie                                   |
| 1992                                       | Grupe                                      | Țările de Jos 0 – 0 CIS                    | Egal                                       |
| 1992                                       | Grupe                                      | Țările de Jos 3 – 1 Germania               | Victorie                                   |
| 1992                                       | Semifinale                                 | Țările de Jos 2 – 2 Danemarca              | Egal                                       |
| 1992                                       | Semifinale                                 | Țările de Jos 4 – 5 Danemarca              | Penalty                                    |
| 1996                                       | Grupe                                      | Țările de Jos 0 – 0 Scoția                 | Egal                                       |
| 1996                                       | Grupe                                      | Țările de Jos 2 – 0 Elveția                | Victorie                                   |
| 1996                                       | Grupe                                      | Țările de Jos 1 – 4 Anglia                 | Înfrângere                                 |
| 1996                                       | Sferturi                                   | Țările de Jos 0 – 0 Franța                 | Egal                                       |
| 1996                                       | Sferturi                                   | Țările de Jos 4 – 5 Franța                 | Penalty                                    |
| 2000                                       | Grupe                                      | Țările de Jos 1 – 0 Cehia                  | Victorie                                   |
| 2000                                       | Grupe                                      | Țările de Jos 3 – 0 Danemarca              | Victorie                                   |
| 2000                                       | Grupe                                      | Țările de Jos 3 – 2 Franța                 | Victorie                                   |
| 2000                                       | Sferturi                                   | Țările de Jos 6 – 1 Iugoslavia             | Victorie                                   |
| 2000                                       | Semifinale                                 | Țările de Jos 0 – 0 Italia                 | Egal                                       |
| 2000                                       | Semifinale                                 | Țările de Jos 1 – 3 Italia                 | Penalty                                    |
| 2004                                       | Grupe                                      | Țările de Jos 1 – 1 Germania               | Egal                                       |
| 2004                                       | Grupe                                      | Țările de Jos 2 – 3 Cehia                  | Înfrângere                                 |
| 2004                                       | Grupe                                      | Țările de Jos 3 – 0 Letonia                | Victorie                                   |
| 2004                                       | Sferturi                                   | Țările de Jos 0 – 0 Suedia                 | Egal                                       |
| 2004                                       | Sferturi                                   | Țările de Jos 5 – 4 Suedia                 | Penalty                                    |
| 2004                                       | Semifinale                                 | Țările de Jos 1 – 2 Portugalia             | Înfrângere                                 |
| 2008                                       | Grupe                                      | Țările de Jos 3 – 0 Italia                 | Victorie                                   |
| 2008                                       | Grupe                                      | Țările de Jos 4 – 1 Franța                 | Victorie                                   |
| 2008                                       | Grupe                                      | Țările de Jos 2 – 0 România                | Victorie                                   |
| 2008                                       | Sferturi                                   | Țările de Jos 1 – 3 Rusia                  | Înfrângere                                 |
| 2012                                       | Grupe                                      | Țările de Jos 0 – 1 Danemarca              | Înfrângere                                 |
| 2012                                       | Grupe                                      | Țările de Jos 1 – 2 Germania               | Înfrângere                                 |
| 2012                                       | Grupe                                      | Țările de Jos 1 – 2 Portugalia             | Înfrângere                                 |
| 2020                                       | Grupe                                      | Țările de Jos 3 – 2 Ucraina                | Victorie                                   |
| 2020                                       | Grupe                                      | Țările de Jos 2 – 0 Austria                | Victorie                                   |
| 2020                                       | Grupe                                      | Țările de Jos 3 – 0 Macedonia de Nord      | Victorie                                   |
| 2020                                       | Sferturi                                   | Țările de Jos 0 – 2 Cehia                  | Înfrângere                                 |
| 2024                                       | Grupe                                      | Țările de Jos 2 – 1 Polonia                | Victorie                                   |
| 2024                                       | Grupe                                      | Țările de Jos 0 – 0 Franța                 | Egal                                       |
| 2024                                       | Grupe                                      | Țările de Jos 2 – 3 Austria                | Înfrângere                                 |
| 2024                                       | Optimi                                     | Țările de Jos 3 – 0 România                | Victorie                                   |
| 2024                                       | Sferturi                                   | Țările de Jos 2 – 1 Turcia                 | Victorie                                   |
| 2024                                       | Semifinale                                 | Țările de Jos 1 – 2 Anglia                 | Înfrângere                                 |

### Adversari
| Adversar          | Meciuri | Victorie | Egal | Înfrângere |                   | Adversar | Meciuri | Victorie | Egal | Înfrângere |
| ----------------- | ------- | -------- | ---- | ---------- | ----------------- | -------- | ------- | -------- | ---- | ---------- |
| Cehia             | 5       | 1        | 1    | 3          | Germania          | 5        | 2       | 1        | 2    |            |
| Danemarca         | 3       | 1        | 1    | 1          | Franța            | 4        | 2       | 2        | 0    |            |
| Rusia             | 3       | 1        | 0    | 2          | Anglia            | 3        | 1       | 0        | 2    |            |
| Italia            | 2       | 1        | 1    | 0          | Portugalia        | 2        | 0       | 0        | 2    |            |
| Serbia            | 2       | 2        | 0    | 0          | Scoția            | 2        | 1       | 1        | 0    |            |
| CIS               | 1       | 0        | 1    | 0          | Austria           | 2        | 1       | 0        | 1    |            |
| Elveția           | 1       | 1        | 0    | 0          | Grecia            | 1        | 1       | 0        | 0    |            |
| Letonia           | 1       | 1        | 0    | 0          | Macedonia de Nord | 1        | 1       | 0        | 0    |            |
| Republica Irlanda | 1       | 1        | 0    | 0          | România           | 2        | 2       | 0        | 0    |            |
| Suedia            | 1       | 0        | 1    | 0          | Ucraina           | 1        | 1       | 0        | 0    |            |
| Polonia           | 1       | 1        | 0    | 0          | Turcia            | 1        | 1       | 0        | 0    |            |
| 11 echipe         | 21      | 10       | 5    | 6          | 11 echipe         | 24       | 13      | 4        | 7    |            |

## Antrenori
| - Cees van Hasselt 1905–1908 - Edgar Chadwick 1908–1913 - Jimmy Hogan 1910 - Tom Bradshaw 1913 - Billy Hunter 1914 - Jack Reynolds 1919 - Fred Warburton 1919–1923 - Jim Waites 1921 - Bob Glendenning 1923 - William Townley 1924 - J.E. Bollington 1924 - Bob Glendenning 1925–1940 - Karel Kaufman 1946 - Jesse Carver 1947–1948 | - Tom Sneddon 1948 - Karel Kaufman 1949 - Jaap van der Leck 1949–1954 - Karel Kaufman 1954–1955 - Friedrich Donenfeld 1955 - Max Merkel 1955–1956 - Heinrich Müller 1956 - Friedrich Donenfeld 1956–1957 - George Hardwick 1957 - Elek Schwartz 1957–1964 - Denis Neville 1964–1966 - Georg Kessler 1966–1970 - František Fadrhonc 1970–1974 - Rinus Michels 1974 | - George Knobel 1974–1976 - Jan Zwartkruis 1976–1977 - Ernst Happel 1977–1978 - Jan Zwartkruis 1978–1981 - Kees Rijvers 1981–1984 - Rinus Michels 1984–1985 - Leo Beenhakker 1985–1986 - Rinus Michels 1986–1988 - Thijs Libregts 1988–1990 - Leo Beenhakker 1990 - Rinus Michels 1990–1992 - Dick Advocaat 1992–1995 - Guus Hiddink 1995–1998 - Frank Rijkaard 1998–2000 | - Louis van Gaal 2000–2002 - Dick Advocaat 2002–2004 - Marco van Basten 2004–2008 - Bert van Marwijk 2008–2012 - Louis van Gaal 2012–2014 - Guus Hiddink 2014–2015 - Danny Blind 2015–2017 - Dick Advocaat 2017 - Ronald Koeman 2018–2020 - Dwight Lodeweges 2020 - Frank de Boer 2020–2020 - Louis van Gaal 2021–2022 - Ronald Koeman 2023– |

## Lotul actual
Următorii jucători au fost incluși în lotul pentru meciurile de calificare la Campionatul Mondial de Fotbal 2026 împotriva Finlandei și Maltei, din 7 și 10 iunie 2025, respectiv.
Selecții și goluri la 23 martie 2025.''
| Nr. | Poz. | Jucător                   | Data nașterii (vârsta)        | Selecții | Goluri | Club                   |
| --- | ---- | ------------------------- | ----------------------------- | -------- | ------ | ---------------------- |
|     | P    | Mark Flekken              | 13 iunie 1993 (32 de ani)     | 8        | 0      | Brentford              |
|     | P    | Nick Olij                 | 1 august 1995 (30 de ani)     | 0        | 0      | Sparta Rotterdam       |
|     | P    | Kjell Scherpen            | 23 ianuarie 2000 (25 de ani)  | 0        | 0      | Sturm Graz             |
|     |      |                           |                               |          |        |                        |
|     | F    | Virgil van Dijk (căpitan) | 8 iulie 1991 (34 de ani)      | 80       | 9      | Liverpool              |
|     | F    | Stefan de Vrij            | 5 februarie 1992 (33 de ani)  | 73       | 4      | Inter Milan            |
|     | F    | Denzel Dumfries           | 18 aprilie 1996 (29 de ani)   | 63       | 9      | Inter Milan            |
|     | F    | Nathan Aké                | 18 februarie 1995 (30 de ani) | 53       | 5      | Manchester City        |
|     | F    | Lutsharel Geertruida      | 18 iulie 2000 (25 de ani)     | 16       | 0      | RB Leipzig             |
|     | F    | Jeremie Frimpong          | 10 decembrie 2000 (24 de ani) | 12       | 1      | Liverpool              |
|     | F    | Micky van de Ven          | 19 aprilie 2001 (24 de ani)   | 10       | 0      | Tottenham Hotspur      |
|     | F    | Jorrel Hato               | 7 martie 2006 (19 ani)        | 6        | 0      | Ajax                   |
|     | F    | Jan Paul van Hecke        | 8 iunie 2000 (25 de ani)      | 4        | 0      | Brighton & Hove Albion |
|     |      |                           |                               |          |        |                        |
|     | M    | Frenkie de Jong           | 12 mai 1997 (28 de ani)       | 57       | 2      | Barcelona              |
|     | M    | Xavi Simons               | 21 aprilie 2003 (22 de ani)   | 26       | 4      | RB Leipzig             |
|     | M    | Tijjani Reijnders         | 29 iulie 1998 (27 de ani)     | 22       | 4      | Milan                  |
|     | M    | Ryan Gravenberch          | 16 mai 2002 (23 de ani)       | 18       | 1      | Liverpool              |
|     | M    | Mats Wieffer              | 16 noiembrie 1999 (25 de ani) | 13       | 1      | Brighton & Hove Albion |
|     |      |                           |                               |          |        |                        |
|     | A    | Memphis Depay             | 13 februarie 1994 (31 de ani) | 100      | 47     | Corinthians            |
|     | A    | Wout Weghorst             | 7 august 1992 (33 de ani)     | 43       | 14     | Ajax                   |
|     | A    | Donyell Malen             | 19 ianuarie 1999 (26 de ani)  | 42       | 9      | Aston Villa            |
|     | A    | Cody Gakpo                | 7 mai 1999 (26 de ani)        | 38       | 15     | Liverpool              |
|     | A    | Noa Lang                  | 17 iunie 1999 (26 de ani)     | 13       | 2      | PSV                    |
|     | A    | Justin Kluivert           | 5 mai 1999 (26 de ani)        | 5        | 0      | Bournemouth            |

### Cei mai selecționați jucători

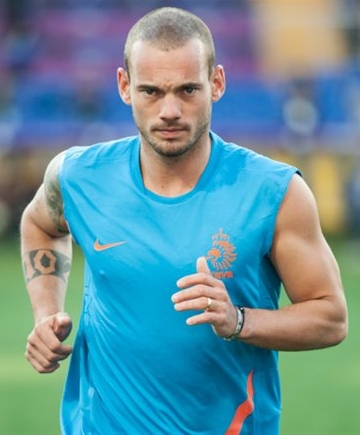
Wesley Sneijder este jucătorul cu cele mai multe meciuri la naționala Țărilor de Jos cu 132 de selecții.

### Cele mai multe goluri marcate

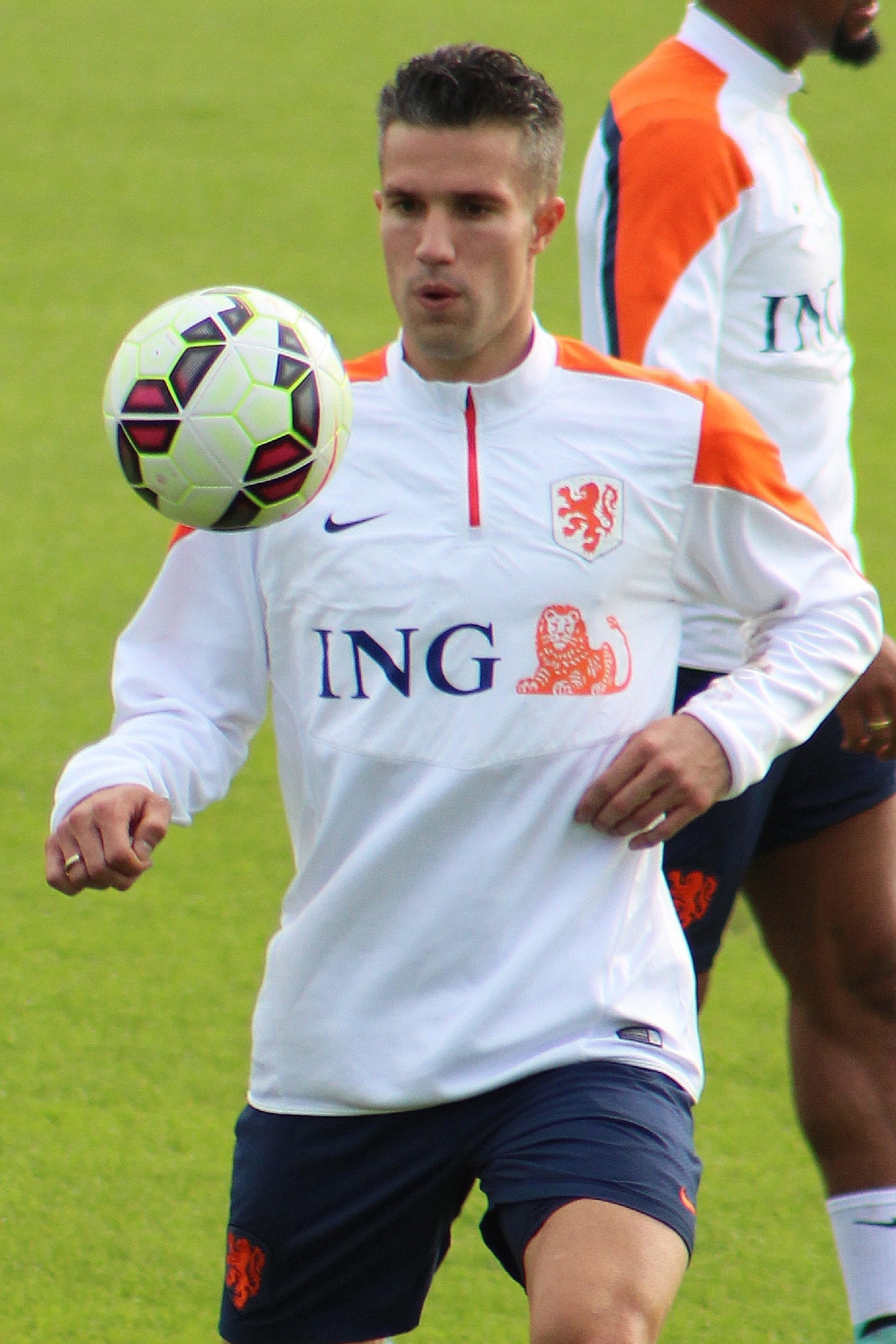
Atacantul Robin van Persie este golgheterul all-time al Țărilor de Jos cu 50 de goluri.

## Recorduri individuale
Încă activi